# Rat Skates
Rat Skates (Lee Kundrat, 17 de mayo de 1961 en Summit, Nueva Jersey) es un productor de cine, músico y compositor. Es popular por sus documentales sobre el thrash metal y por ser el baterista original de la banda Overkill.

## Discografía

### Overkill
- Power In Black	(1983)
- Overkill (1984)
- Feel The Fire (1985)
- Taking Over (1987)
- !!!Fuck You!!! (1987)
- Fuck You and Then Some (1996)
- Fuck You and Then Some/ Feel The Fire (2005)

## Filmografía
| Título               | Rol                                             | Sello                   | Año  |
| -------------------- | ----------------------------------------------- | ----------------------- | ---- |
| Welcome to the Dream | Director                                        | MVD Entertainment Group | 2012 |
| Born in The Basement | Actor y productor ejecutivo                     | MVD Entertainment Group | 2007 |
| Get Thrashed         | Actor, productor asociado, editor y camarógrafo | Lightyear/ Warner Bros. | 2008 |